# Flugausstellung Hermeskeil

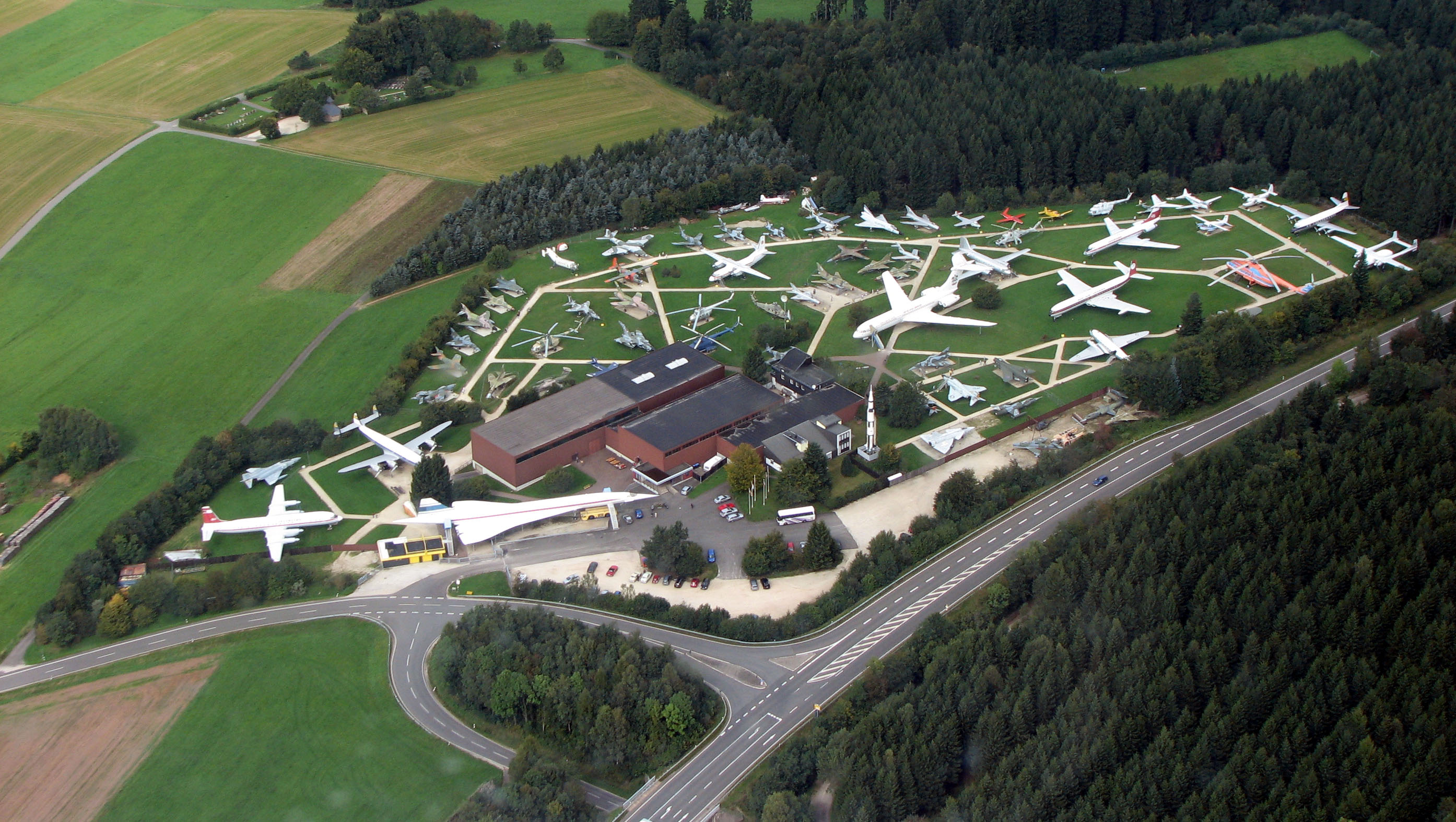
Luftbild der Flugausstellung

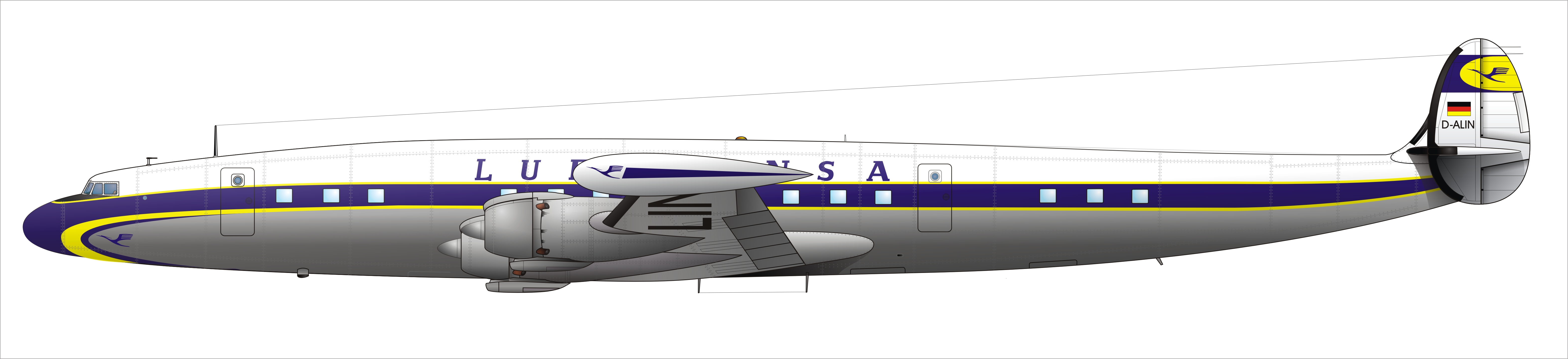
Super Constellation L 1049 G
Die ausgestellte Lufthansa-Maschine (D-ALIN) flog 1955 Konrad Adenauer und seine Delegation zu den Verhandlungen über die Freilassung der letzten deutschen Kriegsgefangenen nach Moskau.

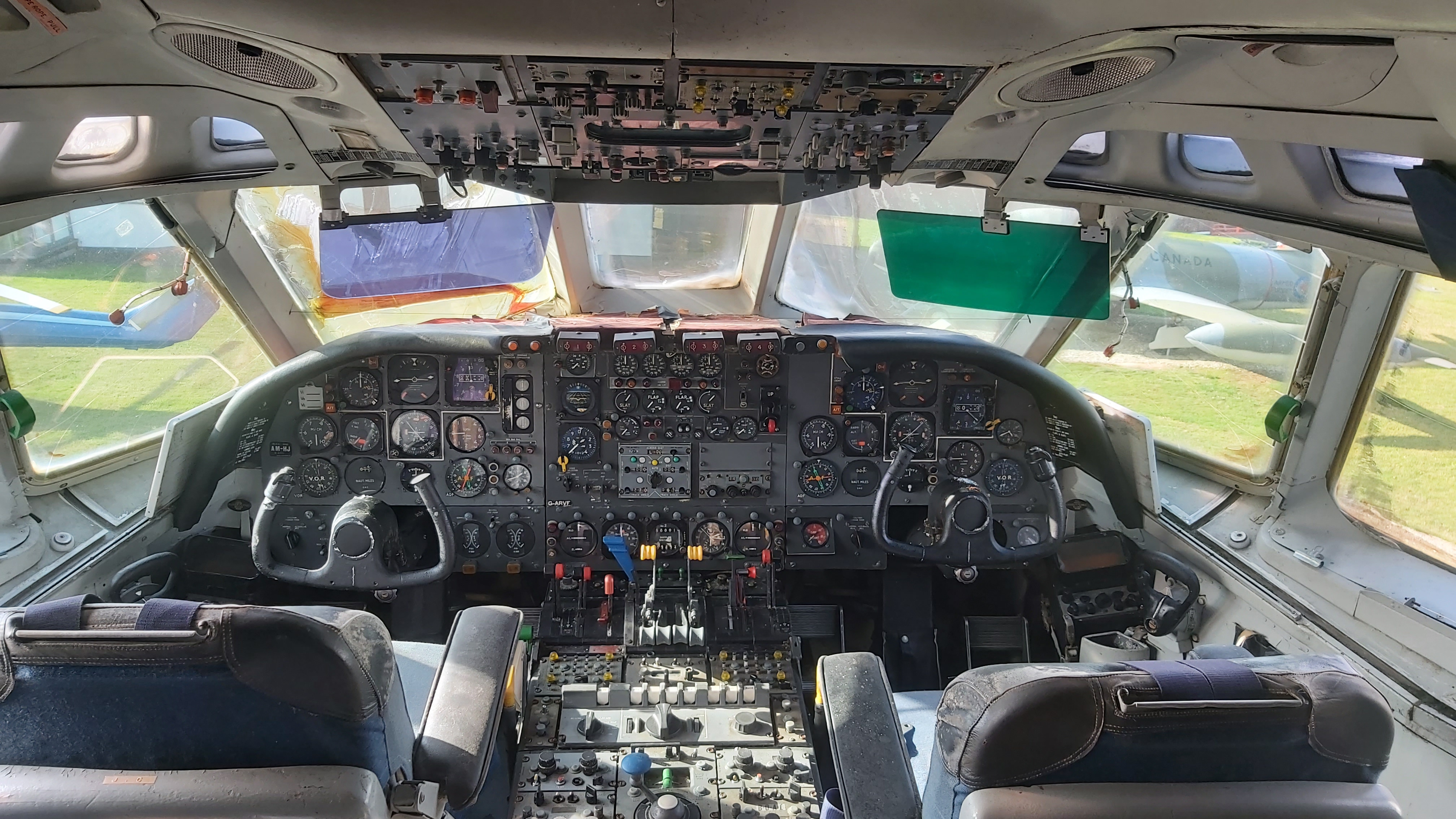
Cockpit der ausgestellten Vickers VC10

Die Flugausstellung Peter Junior ist ein privates Luftfahrtmuseum bei Hermeskeil-Abtei im Landkreis Trier-Saarburg in Rheinland-Pfalz. Auf einem 76.000 m² großen Gelände werden über 100 Zivil- und Militärflugzeuge sowie -hubschrauber gezeigt. Die im Juli 1973 eröffnete Ausstellung hat in mehreren Hallen insgesamt 3.600 m² überdachte Fläche. Die Flugausstellung ist von April bis Oktober geöffnet.

## Wichtigste Exponate

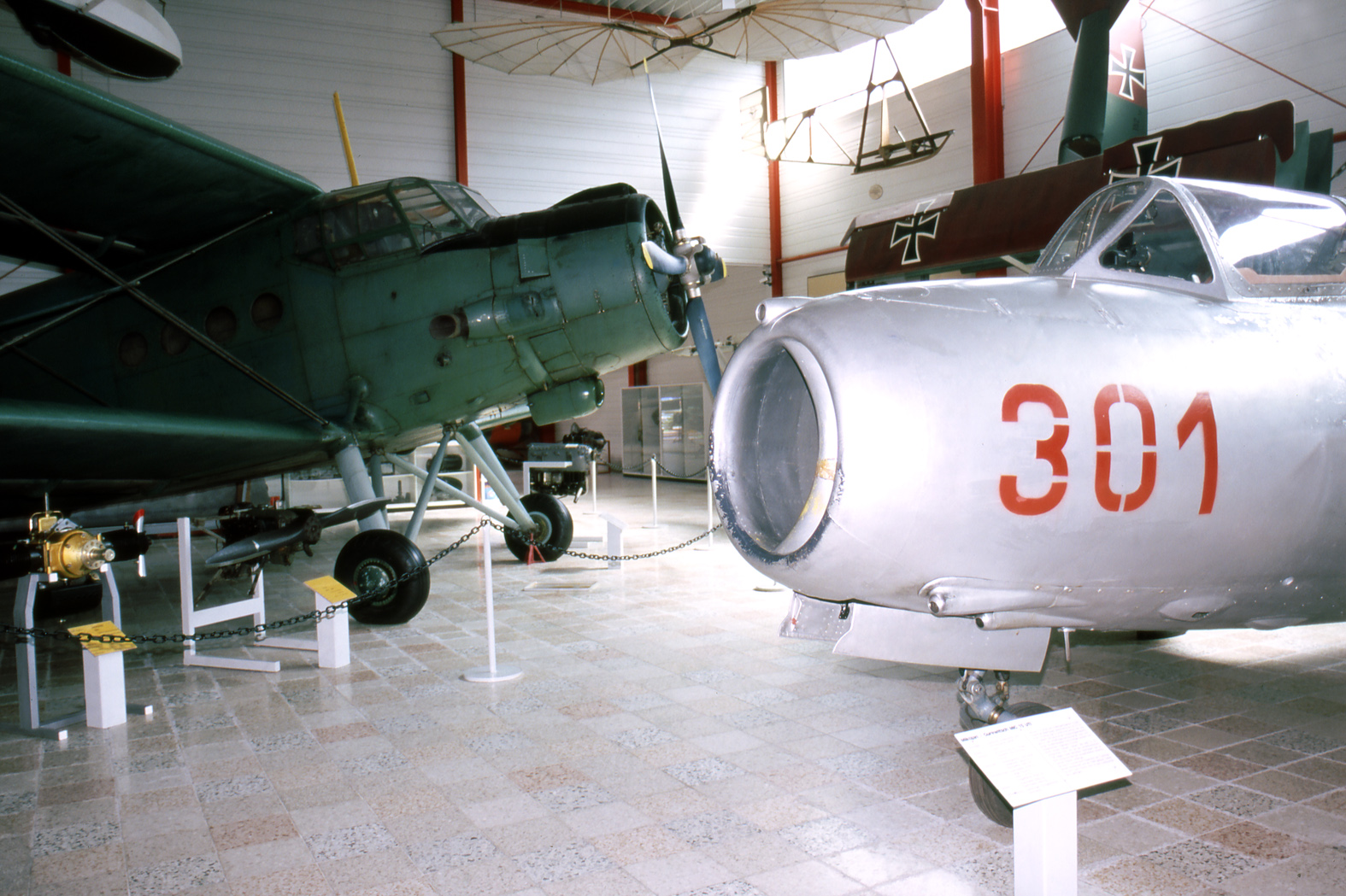
Antonow An-2 und MiG-15UTI

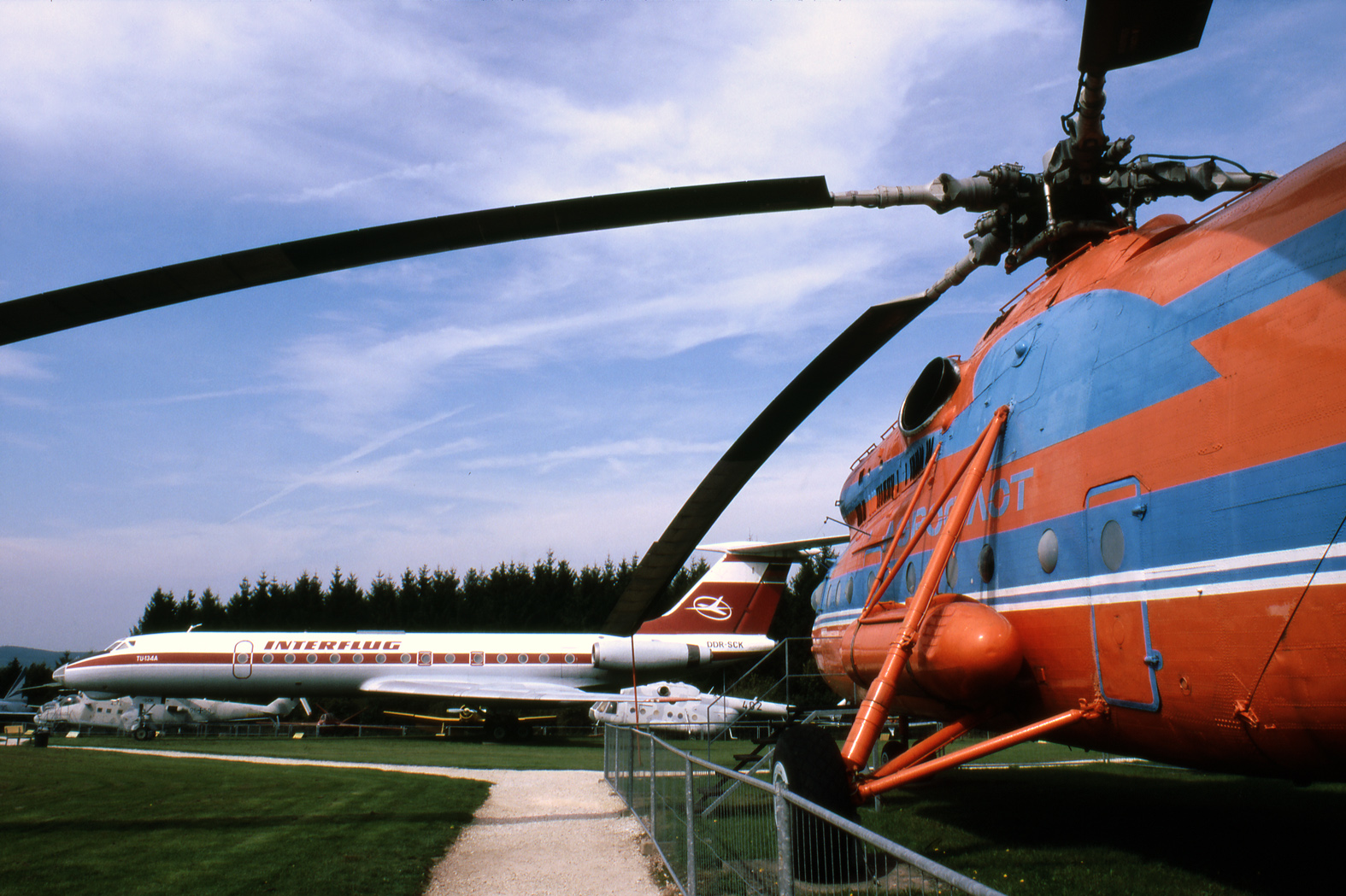
Tupolew Tu-134 und Mil Mi-6A

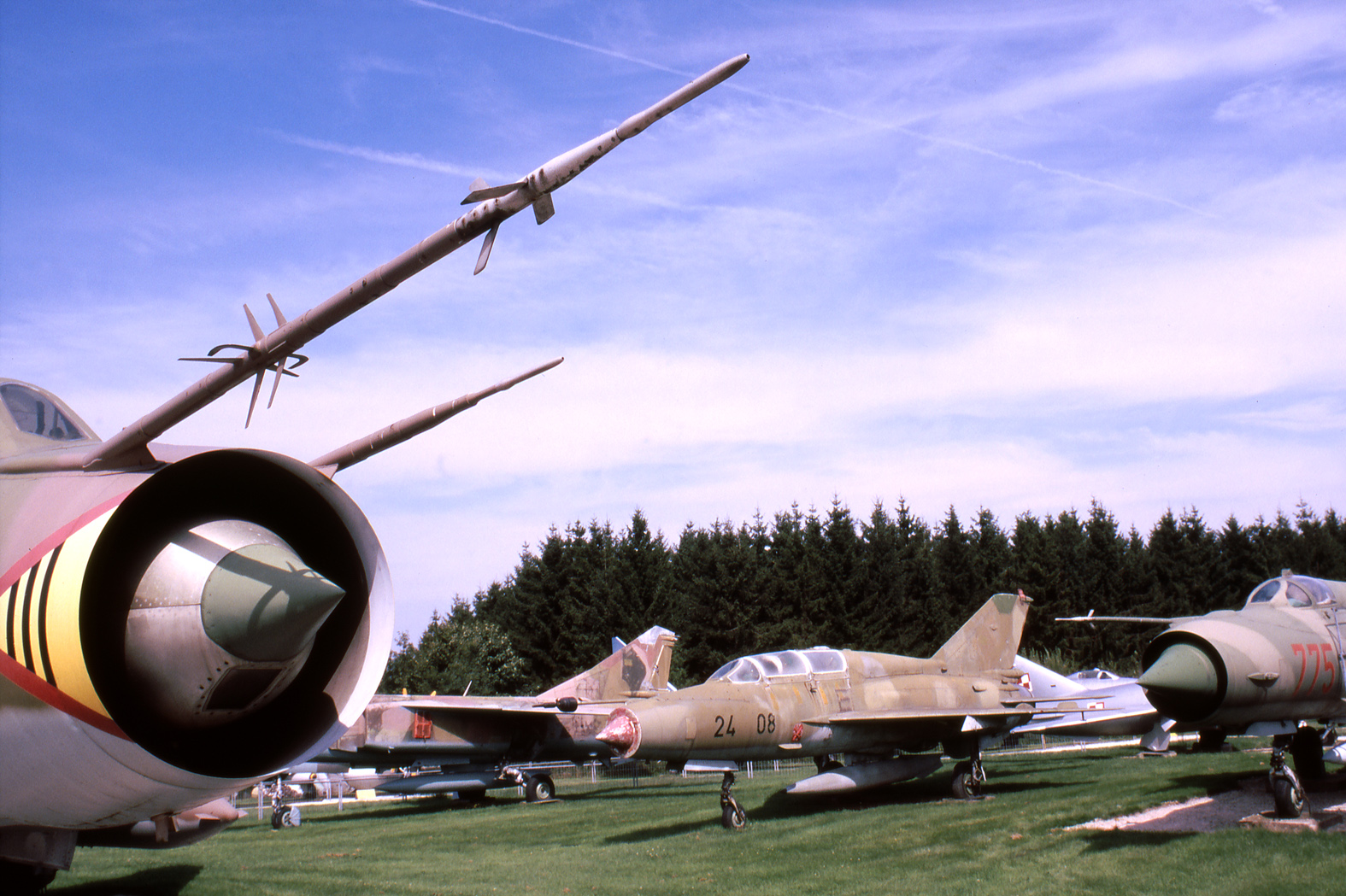
Su-22, MiG-23, zwei MiG-21

- Alpha Jet, Trainings- und leichtes Kampfflugzeug, von 1979 bis 1997 bei der bundesdeutschen Luftwaffe im Einsatz
- Antonow An-26, leichtes sowjetisches Transportflugzeug aus den 1960er-Jahren
- Bell 47, Hubschrauber mit vollverglaster Kanzel („Goldfischglas“), Erstflug 1945
- Concorde, von 1976 bis 2003 im Liniendienst, zweites ziviles Überschall-Verkehrsflugzeug (Museumscafé, Replica[1])
- De Havilland DH.106 Comet, erstes ziviles Strahlverkehrsflugzeug der Welt (Erstflug 1949)
- Fairey Gannet, britisches U-Jagd-Flugzeug mit Klappflügeln aus den 1950er-Jahren
- Heinkel 111, Standardbomber der deutschen Luftwaffe im Zweiten Weltkrieg
- Junkers Ju 52/3m, („Tante Ju“), Verkehrs- und Transportflugzeug von 1932
- Lockheed Super Constellation, die Lufthansa-Maschine, mit der 1955 Konrad Adenauer zu den Verhandlungen über die Freilassung der letzten deutschen Kriegsgefangenen nach Moskau flog
- Mil Mi-6, schwerer sowjetischer Transporthubschrauber, ehemals weltgrößter Hubschrauber
- Messerschmitt Bf 108, viersitziges Reiseflugzeug aus den 1930er-Jahren
- Nord 2501 „Noratlas“, erstes Transportflugzeug der bundesdeutschen Luftwaffe aus den 1950er-Jahren
- mehrere F-104 „Starfighter“, Jagdflugzeug – von 1960 bis 1991 bei der bundesdeutschen Luftwaffe im Einsatz
- mehrere McDonnell F-4 „Phantom“, Allwetter-Jagdbomber (Erstflug 1958)
- diverse MiGs: MiG-15, MiG-17, MiG-21, MiG-23
- Panavia Tornado
- Vickers Viscount, erstes Turboprop-Verkehrsflugzeug (Erstflug 1948), eine Tupolew Tu-134 und eine Iljuschin Il-18
- Vickers VC10, vierstrahliges Verkehrsflugzeug (Erstflug 1962)

## Lage
Die Flugausstellung liegt etwa drei Kilometer nordöstlich der Stadt Hermeskeil an der Bundesstraße 327 (Hunsrückhöhenstraße) in der Nähe der Abfahrt Reinsfeld der Bundesautobahn 1 (Koblenz-Saarbrücken). Der nächstgelegene Flughafen ist der Flughafen Frankfurt-Hahn (ca. 40 Kilometer nordöstlich).